# درامان کولیبالی
درامان کولیبالی (انگلیسی: Dramane Coulibaly؛ زادهٔ ۱۸ مارس ۱۹۷۹) بازیکن فوتبال اهل مالی بود.
از باشگاه‌هایی که در آن بازی کرده است می‌توان به باشگاه فوتبال المپیک مارسی، باشگاه فوتبال استاد لاوالوا، باشگاه فوتبال مادورا یونایتد، و باشگاه فوتبال نیم المپیک اشاره کرد.
وی همچنین در تیم ملی فوتبال مالی بازی کرده است.